# Oleksandria, Novomoskovsk
Oleksandria (în ucraineană Олександрія) este un sat în orașul raional Pereșcepîne din raionul Novomoskovsk, regiunea Dnipropetrovsk, Ucraina.

## Demografie
Componența lingvistică a localității Oleksandria
     Ucraineană (83,33%)
     Rusă (16,67%)
Conform recensământului din 2001, majoritatea populației localității Oleksandria era vorbitoare de ucraineană (83,33%), existând în minoritate și vorbitori de rusă (16,67%).